# ذخیره‌گاه زیست‌کره ال ویزکینو
ذخیره‌گاه زیست‌کره ال ویزکینو (به اسپانیایی: Reserva de la biosfera El Vizcaíno) یک ذخیره‌گاه زیست‌کره در مکزیک است که در باخا کالیفرنیا سور واقع شده‌است.